# Tlatlazoquico
Tlatlazoquico är en ort i Mexiko.   Den ligger i kommunen Ilamatlán och delstaten Veracruz, i den sydöstra delen av landet, 170 km nordost om huvudstaden Mexico City. Tlatlazoquico ligger 337 meter över havet och antalet invånare är 509.
Terrängen runt Tlatlazoquico är huvudsakligen kuperad. Tlatlazoquico ligger nere i en dal. Runt Tlatlazoquico är det ganska tätbefolkat, med 58 invånare per kvadratkilometer. Närmaste större samhälle är Xochiatipan de Castillo, 7,5 km öster om Tlatlazoquico. I omgivningarna runt Tlatlazoquico växer i huvudsak städsegrön lövskog.